# جورج سینگر
جورج سینگر (انگلیسی: George Singer؛ ۱۷۸۶ – ۲۸ ژوئن ۱۸۱۷) دانشمند در زمینه برق اهل بریتانیا بود.
از وی در سال ۱۸۱۳ در لندن کتابی به عنوان المان‌های برق و الکتروشیمیایی منتشر شذ. این کتاب در سال ۱۸۱۴ به فرانسوی، در سال ۱۸۱۹ به ایتالیایی و در سال ۱۸۱۹ به آلمانی ترجمه شد.